# La Nova Revista (1927-1929)
|  | No s'ha de confondre amb altres publicacions de nom igual, com l'editada a Mèxic el 1955-1958, o similar (Revista Nova). |

La Nova Revista va ser una publicació mensual, considerada d'alta cultura, cosmopolita i docta, que es va publicar a Barcelona entre gener de 1927 i juliol de 1929. El seu fundador i director va ser Josep Maria Junoy. N'aparegueren 32 números.
Entre els seus col·laboradors habituals s'hi poden comptar els intel·lectuals i erudits, periodistes, crítics d'art i escriptors més importants d'aquells anys: Pompeu Fabra, Josep Pla, Domènec Guansé, Maria Carratalà, Rossend Llates, Joan Crexells, J. Serra Hunter, Lluís Nicolau d'Olwer, Carles Riba, Carles Soldevila, Josep Farran I Mayoral, Joan Estelrich, Joan Sacs, Francesc Pujols, Nicolau Rubió I Tudurí, Alexandre Plana, Just Cabot, Rafael Benet, Marià Manent, Octavi Saltor, Vicenç Solé de Sojo, Joan Puig i Ferrater, J. M. López-Picó, Josep Maria Capdevila…
Dedicava una atenció especial a les arts plàstiques i inserí il·lustracions d'artistes coetanis, com Rafael Barrades, Josep Francesc Ràfols, Pere Pruna, Pau Gargallo, Enric Cristòfor Ricart, Joaquim Sunyer, Joaquim Mir, Josep de Togores, Carme Cortés o Salvador Dalí.